# Éditions CNT-RP
 (septembre 2020).
Si vous disposez d'ouvrages ou d'articles de référence ou si vous connaissez des sites web de qualité traitant du thème abordé ici, merci de compléter l'article en donnant les références utiles à sa vérifiabilité et en les liant à la section « Notes et références ».
Les Éditions CNT-RP ou Éditions CNT-Région parisienne (initiales de Confédération Nationale du Travail - Région Parisienne) ont été créées en 1990.

## Projet
Les éditions CNT-RP ne se définissent pas comme une maison d'édition mais comme une émanation de la CNT de la région parisienne
Le groupe éditeur à la base du projet a été recomposé au début des années 2000 et comporte aujourd'hui neuf membres, tous bénévoles. Ce qui n'exclut pas la participation de professionnels pour ce qui est du maquettage ou de la traduction.
Les éditions publient des ouvrages historiques ou théoriques sur les mouvements populaires de tendance libertaire. Citons parmi eux La Tragédie de l'Espagne de Rudolf Rocker ou Joe Hill. Les IWW et la création d'une contre-culture ouvrière et révolutionnaires de Franklin Rosemont parus en 2008. Il leur arrive aussi de publier des romans comme Noir coquelicot (2008) de Serge Utgé Royo et L'Affaire Quinot. Un forfait judiciaire (2010) d'Émile Danoën qui met en scène le procès de Jules Durand.
Au cours de l’année 2012, une nouvelle équipe éditoriale, au travers d’une commission régionale, s’est mise en place, avec comme principe de fonctionnement un axe essentiel : pratiquer une politique éditoriale en phase avec les interrogations, besoins, nécessités issus de la lutte des classes et de l’insertion de notre activité collective au sein de cette lutte, envisagée non d’un point de vue étroit, local, mais global. Cette préoccupation implique de ne pas considérer les Éditions comme la propriété d’un cénacle d’experts, aussi brillants fussent-ils, mais d’agir pour que surgisse une interaction entre cette commission et les syndicats, les militants. Une démarche visant à réduire la coupure classique qui existe dans cette société entre les penseurs qui élaborent et les autres qui consomment cette production intellectuelle. Volonté également de considérer que le livre, la brochure, le fascicule produits par notre activité tendent à susciter l’échange, le débat sur des problématiques présentes au cœur du mouvement social, lequel, naturellement, n’a pas de frontières.
Il s’agit simplement d’introduire une pratique autogestionnaire sur cet aspect de leur activité collective – avec lucidité quant aux difficultés, mais avec détermination –, une envie de cohérence.
Un premier ouvrage publié par cette nouvelle équipe s'intitule De l'autogestion, théories et pratiques (date de parution mai 2013).

## Publications
- René Berthier, Octobre 1917, le thermidor de la révolution russe, publié en 1997 à l'occasion des 80 ans de la Révolution russe, ouvrage épuisé,  (ISBN 978-2-9516163-6-3), texte intégral.
- Carlos Fonseca, Le Garrot pour deux innocents. L’affaire Delgado-Granado, trad. Alain Pecunia, dessin de couverture Jacques Tardi, Éditions CNT-RP, Paris, 2003,  (ISBN 2-9516163-5-X), notice.
- Clément Magnier, Cipriano Mera Sanz, 1897-1975 : de la guerre à l'exil, Éditions CNT-RP, 2011,  (ISBN 9782915731293), (OCLC 775860437).
- Collectif Equipo juvenil confederal, La collectivité de Calanda, 1936-1938 : la révolution sociale dans un village aragonais, 1997.  (ISBN 2-9504948-4-6).
- Frank Mintz, Autogestion et anarcho-syndicalisme. Analyse et critiques sur l’Espagne 1931-199..., 1999, texte intégral.
- Jérémie Berthuin, La CGT-SR et la Révolution espagnole : juillet 1936-décembre 1937 : de l'espoir à la désillusion, Éditions CNT-Région parisienne, 2000, 198 pages.
- Collectif, De l'autogestion, théories et pratiques, mai 2013.
- José Peirats, Une Révolution pour horizon Les anarcho-syndicalistes espagnols, 1869-1939, (coédition avec les éditions Libertalia), novembre 2013.
- Sebastián Cortés Antifascisme radical ? Sur la nature industrielle du fascisme, 2015,  (ISBN 978-2-9157-3135-4).
- Franklin Rosemont, Fred Alpi, Frédéric Bureau, Joe Hill : la création d'une contre-culture ouvrière et révolutionnaire aux États-Unis, 2015, (OCLC 911315520)[2].
- Raphaële Perret, Les ouvriers ne seront plus des orangs-outans. Paroles ouvrières des canuts, 2015,  (ISBN 978-2-9157-3136-1).
- Larry Portis, Histoire du fascisme aux États-Unis, 2008.
- Collectif Rehdic, La Collectivisation en Espagne. 1936 : une révolution autogestionnaire, 2016,  (ISBN 978-2-9157-3138-5).
- Rudolf Rocker, La Tragédie de l'Espagne (Analyse du conflit 1936-1938), 2016,  (ISBN 978-2-9157-3137-8).
- Olivier Pinalie, Chronique d’un Jardin solidaire, une aventure humaine et botanique, 2016  (ISBN 978-2-91573-139-2).
- Collectif, Murs populaires : tags du mouvement contre la loi travail, 2016,  (ISBN 978-2-91573-140-8)
- Manuel Sirvent Romero, Le Cordonnier d’Alicante. Mémoires d’un militant de l’anarchisme espagnol (1889-1948), 2017,  (ISBN 978-2-91573-141-5)).
- Collectif, De l'autogestion. Théories et pratiques, 2017 (édition revue et augmentée),  (ISBN 978-2-9157-3142-2)
- Nassar Ibrahim et Majed Nassar, Seulement 10 mètres. Nouvelles de Palestine, 2017  (ISBN 978-2-9157-3143-9).